# Sikorsky S-57
Il Sikorsky XV-2, noto anche con il nome di costruzione S-57, era un progetto impostato dall'azienda statunitense Sikorsky Aircraft Corporation per un aeromobile sperimentale con rotore arrestabile in volo e retrattile.  Il progetto, definito un convertiplano, venne sviluppato per una ricerca congiunta tra  United States Air Force e United States Army per esplorare le tecnologie necessarie alla realizzazione di un aeromobile in grado di decollare e atterrare come un elicottero, ma in grado di volare a velocità più alte, simili a quelle degli aerei convenzionali.

## Tecnica
La soluzione allo studio con l'XV-2 consisteva in un rotore da utilizzare per il volo stazionario o a bassa velocità, come negli elicotteri. A velocità più alte, il rotore sarebbe stato fermato e retratto all'interno della fusoliera, permettendo all'XV-2 di volare come un aereo con ala a delta convenzionale.
Al prototipo dell'XV-2 fu assegnato il numero seriale 53-4403, ma il progetto venne cancellato prima dell'inizio della costruzione.